# Kraftwerk Valeira
Das Kraftwerk Valeira (portugiesisch Barragem da Valeira) ist ein Laufwasserkraftwerk, das sich in der Region Mitte Portugals im Distrikt Viseu befindet. Es staut den Douro, der hier die Grenze zwischen den portugiesischen Distrikten Viseu und Bragança bildet. Etwas flussabwärts der Talsperre mündet der Fluss Tua in den Douro. Ungefähr 1,5 km südwestlich des Kraftwerks befindet sich die Kleinstadt São João da Pesqueira.
Mit dem Projekt zur Errichtung der Talsperre wurde im Jahre 1971 begonnen. Der Bau wurde 1975 fertiggestellt. Die Talsperre dient der Stromerzeugung. Sie ist im Besitz der Companhia Portuguesa de Produção de Electricidade (CPPE).

## Absperrbauwerk
Das Absperrbauwerk ist eine Gewichtsstaumauer aus Beton mit einer Höhe von 48 m über der Gründungssohle. Die Mauerkrone liegt auf einer Höhe von 113 m über dem Meeresspiegel. Die Länge der Mauerkrone beträgt 380 m und ihre Breite 6 m. Das Volumen des Bauwerks umfasst 220.000 m³.
Die Staumauer unterteilt sich in eine Schleuse auf der linken Flussseite, daran anschließend eine Wehranlage mit fünf Toren und ein Maschinenhaus auf der rechten Seite. Über die Wehranlage können maximal 18.000 (bzw. 18.370) m³/s abgeleitet werden. Das Bemessungshochwasser liegt bei 17.700 m³/s; die Wahrscheinlichkeit für das Auftreten dieses Ereignisses wurde mit einmal in 1000 Jahren bestimmt.

## Stausee
Beim normalen Stauziel von 105 m (maximal 105,5 m bei Hochwasser) erstreckt sich der Stausee über eine Fläche von rund 7,95 km² und fasst 97 Mio. m³ Wasser – davon können 8 (bzw. 12, 13 oder 13,04) Mio. m³ genutzt werden.

## Kraftwerk
Das Kraftwerk Valeira ist mit einer installierten Leistung von 216 (bzw. 240) MW eines der mittelgroßen Wasserkraftwerke in Portugal. Die durchschnittliche Jahreserzeugung liegt bei 801 (bzw. 610,7, 663 oder 748) Mio. kWh.
Bei der Inbetriebnahme des Kraftwerks im Jahre 1975 (bzw. 1976) wurde zunächst eine Maschine mit einer maximalen Leistung von 72 MW installiert, in den folgenden beiden Jahren kam dann jeweils eine weitere Maschine mit derselben Leistung hinzu. Die Kaplan-Turbinen der Maschinen wurden von Kvaerner Turbin AB geliefert, während die Generatoren von BBC stammen.
Die Turbinen des Kraftwerks leisten jede maximal 82,4 (bzw. 72) MW und die zugehörigen Generatoren 80 MVA. Die Nenndrehzahl der Turbinen liegt bei 115,4/min. Die Generatoren haben eine Nennspannung von 10 kV. In der Schaltanlage wird die Generatorspannung von 10 kV mittels Leistungstransformatoren auf 240 kV hochgespannt.
Die minimale Fallhöhe beträgt 15,5 m, die maximale 31,5 m. Der maximale Durchfluss liegt bei 360 m³/s je Turbine.
Das Kraftwerk ist im Besitz der CPPE, wird aber von EDP betrieben.

## Schleuse
Auf der im Oberwasser linken Seite der Staumauer befindet sich eine Schleuse mit einer maximalen Fallhöhe von 31,5 m. Sie kann Schiffe mit einer Länge von 83 m, einer Breite von 11,40 m und einem Tiefgang von 3,80 m aufnehmen. (siehe auch Schleusen am Douro)